# Испанско-эсватинские отношения
Испанско-эсватинские отношения — двусторонние дипломатические отношения между Испанией и Эсватини. Интересы Эсватини в Испании представлены через посольство в Лондоне (Великобритания). Испания не имеет посольства в Эсватини, интересы страны представлены через посольство в Мапуту (Мозамбик).

## Дипломатические отношения
Официальные и торговые контакты между государствами носят ограниченный характер. В настоящее время в Эсватини проживает 8 испанских граждан. Испанские туристы иногда включают эту страну в свой маршрут, когда посещают ЮАР. Заявки на получение визы от жителей Эсватини для поездки в страны Шенгенской зоны рассматриваются посольством Испании в Мапуту. В основном это поездки в Испанию с целью туризма, учёбы или ведения бизнеса.
Посол Испании в Мозамбике регулярно посещает Эсватини, чтобы иметь представление о развитии страны в самых различных областях. С этой целью посольство поддерживает рабочие отношения с делегацией Европейского союза в Мбабане. Налажены программы сотрудничества между ЕС и Эсватини, а также поддерживается политический диалог с правительством этой африканской страны.

## Экономические отношения
Экспорт товаров в Эсватини за последние 10 лет не достиг и 0,001 % от общего объёма экспорта Испании. Импорт товаров из Эсватини не превысил 0,002 % от общего объёма мировой торговли Испании. За последние 10 лет доля Испании на рынке Эсватини не превышала 0,2 %. В этот период времени торговый баланс всегда был (за исключением 2005 года) не в пользу Испании.
Испания прилагает усилия, чтобы испанские компании, которые всё чаще проявляют больший интерес к странам Африки к югу от Сахары как к месту для инвестиций, могли воспользоваться географической близостью ЮАР и Мозамбика для изучения инвестиционных возможностей в Эсватини.